# Der doppelte Kirchner
Der doppelte Kirchner thematisiert eine besondere Arbeitstechnik des Künstlers Ernst Ludwig Kirchner, die darin bestand, dass er häufig auch die Rückseiten seiner Gemälde für weitere Bilder nutzte. „Der doppelte Kirchner“ war von Februar bis Mai 2015 außerdem der Titel einer Ausstellung in der Kunsthalle Mannheim. Auch das Kirchner Museum Davos zeigte vom Juni bis November 2015 in der Ausstellung „Der doppelte Kirchner – Die zwei Seiten einer Leinwand“ siebzehn Rückseitenbilder Kirchners.
Dieser Artikel umfasst die tabellarische Auflistung aller bekannten Doppelgemälde von Ernst Ludwig Kirchner und stellt damit eine Rubrik seines Gesamtwerks im Detail dar.

## Doppelseitig bemalte Leinwände
Das Phänomen der doppelseitig bemalten Leinwände Ernst Ludwig Kirchners ist nicht neu. Auch die anderen Brücke-Künstler wie Max Pechstein, Erich Heckel und Karl Schmidt-Rottluff bemalten hin und wieder die Rückseiten ihrer Bilder. Bei Kirchner wurden jedoch wesentlich mehr doppelseitig bemalte Leinwände gefunden als bei anderen Künstlern. Bisher sind in der Liste von Wolfgang Henze und anderen insgesamt 138 Stück erfasst (Stand Ende 2016).
Als Begründung für sein Vorgehen gab Kirchner an:

„Auch ich muss etwas sparen jetzt, und das Material ist sehr kostspielig geworden. Aber die Leinwand hat Gott sei Dank 2 Seiten.“

Nicht immer kann das Verhältnis der Richtungen der beiden Bildseiten angegeben werden. Mögliche Ausrichtungen sind:
- gleichgerichtet
- auf dem Kopf
- nach rechts
- nach links

Bis zum Erscheinungsdatum des Gordon-Werksverzeichnisses von 1968 waren einige Gemälde bereits gewendet worden, so dass der Herausgeber teilweise eine andere Situation angibt als die vom Künstler hinterlassene.

## Doppelleinwände
Außerdem ist noch nicht abschließend recherchiert, ob sich unter den sogenannten „Doppelleinwänden“ ebenfalls beidseitig bemalte befanden. Eine „Doppelleinwand“ ist die Bezeichnung für einen zweifach mit Leinwand bespannten Rahmen mit zwei übereinander liegenden Leinwänden. Im Fall Kirchners hat man sie bei der Erstinventarisierung 10 Jahre nach dem Tod des Künstlers im Nachlass als einzelne selbständige Werke aufgenommen und auf neue Keilrahmen gespannt. Am Bündner Kunstmuseum in Chur wurden 1969 und 1970 unter den Bildern „Bergwald“ (1937) und „Augustfeuer“ (1933–35) Leinwände mit früheren Arbeiten Kirchners gefunden. Weitere werden immer noch entdeckt, so zuletzt 2016 im Frankfurter Städel das Bild „Szene im Café“ unter dem Bild „Schlittenfahrt im Schnee“.

## Werkverzeichnis
| Illustration                                       | Verzeichnis- nummer | Titel                                                                       | Jahr       | Recto / Verso | Richtung | Technik                   | Format           | Nachlassstempel / Anmerkungen | Standort                                                                                | Stadt                                  |
| -------------------------------------------------- | ------------------- | --------------------------------------------------------------------------- | ---------- | ------------- | -------- | ------------------------- | ---------------- | --- | --------------------------------------------------------------------------------------- | -------------------------------------- |
|                                                    | D1                  | Szene im Wald (Moritzburger Teiche)                                         | 1910       | r             |          | Öl auf Leinwand           | 78 × 89 cm       | nicht bei Gordon 1968, Kat. 1 Abb. S. 39 | Städel Museum                                                                           | Frankfurt am Main                      |
|                                                    | D1                  | Akt im Atelier                                                              | 1910       | v             |          | Öl auf Leinwand           | 89 × 78 cm       | nicht bei Gordon 1968, Kat. 1 Abb. S. 40 | Städel Museum                                                                           | Frankfurt am Main                      |
|                                                    | D2                  | Waldstück                                                                   | 1906       | r             |          | Öl auf Leinwand           | 81 × 70 cm       | Gordon 1968, Nr. 17 recto; der Stempel KN-Da/Aa76, der sich auf dem Gemälde befand, ist vor 1968 entfernt worden                                                                                                 | Privatsammlung                                                                          |                                        |
|                                                    | D2                  | Bergwald mit Haus                                                           | 1921–23    | v             |          | Öl auf Leinwand           | 79 × 70 cm       | Gordon 1968, Nr. 17 verso | Privatsammlung                                                                          |                                        |
|                                                    | D3                  | Frau vor Birken                                                             | 1907       | r             |          | Öl auf Leinwand           | 68,5 × 78 cm     | Gordon 1968, Nr. 22 recto; der Stempel KN-Da/Ba 31, der sich auf dem Gemälde befand, ist vor 1968 entfernt worden. Unten rechts eingeritzt 《 K 》                                                               | Museo Thyssen-Bornemisza                                                                | Madrid                                 |
|                                                    | D3                  | Dame mit spitzem Hut                                                        | 1936/37    | v             |          | Öl auf Leinwand           | 80 × 70 cm       | Gordon 1968, Nr. 22 verso | Museo Thyssen-Bornemisza                                                                | Madrid                                 |
| Grünes Haus                                        | D4                  | Grünes Haus                                                                 | 1907       | r             |          | Öl auf Leinwand           | 70 × 59 cm       | Gordon 1968, Nr. 26 recto, der Stempel KN-DA/Ba 19, der sich auf dem Gemälde befand, ist wieder entfernt worden                                                                                                  | Museum Moderner Kunst Stiftung Ludwig                                                   | Wien                                   |
|                                                    | D4                  | Männlicher Porträtkopf mit blauer Figur                                     | 1921–23    | v             |          | Öl auf Leinwand           | 59 × 50 cm       | Gordon 1968, Nr. 26 verso | Museum Moderner Kunst Stiftung Ludwig                                                   | Wien                                   |
|                                                    | D5                  | Frauenbildnis im weißen Kleid                                               | 1908       | r             |          | Öl auf Leinwand           | 113,5 × 114,5 cm | Gordon 1968, Nr. 39 recto; der Stempel KN-Dre/Bf 14, der sich auf dem Gemälde befand, ist vor 1968 entfernt worden. Unten links signiert《 08 》                                                                 | Privatsammlung                                                                          |                                        |
|                                                    | D5                  | Adam und Eva                                                                | 1911       | v             |          | Öl auf Leinwand           | 113 × 113 cm     | Gordon 1968, Nr. 39 verso | Privatsammlung                                                                          |                                        |
|                                                    | D6                  | Drei Akte im Wald                                                           | 1908/20    | r             |          | Öl auf Leinwand           | 76 × 100 cm      | Gordon 1968, Nr. 44 recto | Stedelijk Museum                                                                        | Amsterdam (1948)                       |
|                                                    | D6                  | Sitzende Frau, Dodo                                                         | 1911       | v             |          | Öl auf Leinwand           | 90 × 70 cm       | Gordon 1968, Nr. 44 verso | Stedelijk Museum                                                                        | Amsterdam (1948)                       |
| Kaffeetafel                                        | D7                  | Kaffeetafel                                                                 | 1908       | r             |          | Öl auf Leinwand           | 117 × 114 cm     | Gordon 1968, Nr. 47 recto; Kat. 8, Abb. S. 68 | LWL-Museum für Kunst und Kultur                                                         | Münster                                |
|                                                    | D7                  | Auf Fehmarn (Badende auf Fehmarn)                                           | 1914       | v             |          | Öl auf Leinwand           | 114 × 117 cm     | Gordon 1968, Nr. 47 verso; Kat. 8, Abb. S. 67 | LWL-Museum für Kunst und Kultur                                                         | Münster                                |
| Straße                                             | D8                  | Straße                                                                      | 1908/19    | r             |          | Öl auf Leinwand           | 150 × 200,4 cm   | Gordon 1968, Nr. 53 recto; Unten links signiert und datiert《07》 | Museum of Modern Art                                                                    | New York (1951)                        |
|                                                    | D8                  | Sieben Akte in Landschaft                                                   | 1911       | v             |          | Öl auf Leinwand           | k. A.            | Gordon 1968, Nr. 53 verso; Unten links signiert und datiert 《07》 mit dem Nachlassstempel KN-Dre/Bb1 | Museum of Modern Art                                                                    | New York (1951)                        |
|                                                    | D9                  | Liegender Akt mit Fächer                                                    | 1909       | r             |          | Öl auf Leinwand           | 64 × 90,5 cm     | Gordon 1968, Nr. 58 recto; der Stempel KN-Dre/Bg 2, der sich auf dem Gemälde befand, ist vor 1968 entfernt worden.                                                                                               | Kunsthalle Bremen                                                                       | Bremen (1961)                          |
|                                                    | D9                  | Liegendes Negermädchen                                                      | 1911       | v             |          | Öl auf Leinwand           | 64 × 90,5 cm     | Gordon 1968, Nr. 58 verso | Kunsthalle Bremen                                                                       | Bremen (1961)                          |
|                                                    | D10                 | Landschaft mit weißblühenden Bäumen                                         | 1909       | r             |          | Öl auf Leinwand           | 70 × 77 cm       | Gordon 1968, Nr. 66 recto; der Stempel KN-Da/Be 6 ist vor 1968 entfernt worden. Unten links signiert | Privatsammlung                                                                          |                                        |
|                                                    | D10                 | Akrobatische Tänzerin                                                       | 1931       | v             |          | Öl auf Leinwand           | 75 × 70 cm       | Gordon 1968, Nr. 66 verso. Unten links signiert 《31》, unten rechts eingeritzt 《ELK》, oben links eingeritzt 《K》                                                                                             | Privatsammlung                                                                          |                                        |
|                                                    | D11                 | Japanisches Theater                                                         | 1909       | r             |          | Öl auf Leinwand           | 114,5 × 114,2 cm | Gordon 1968, Nr. 69 recto; der Stempel KN-Da/Bg 11, der sich auf dem Gemälde befand, ist vor 1968 entfernt worden.                                                                                               | Scottish National Gallery of Modern Art                                                 | Edinburgh (1965)                       |
|                                                    | D11                 | Interieur mit nackter Liegender und Mann                                    | 1924       | v             |          | Öl auf Leinwand           | 100 × 90 cm      | Gordon 1968, Nr. 69 verso | Scottish National Gallery of Modern Art                                                 | Edinburgh (1965)                       |
|                                                    | D12                 | Russisches Tanzpaar                                                         | 1909/26    | r             |          | Öl auf Leinwand           | 92 × 79 cm       | Gordon 1968, Nr. 73 recto. Unten rechts signiert und datiert 《09》 | Städtisches Kunsthaus, Bielefeld (Leihgabe aus einer Privatsammlung)                    | Bielefeld                              |
|                                                    | D12                 | Frau in Hängematte und danebenstehender Mann                                | 1910       | v             |          | Öl auf Leinwand           | k. A.            | Gordon 1968, Nr. 73 verso; signiert und datiert 《09》 | Städtisches Kunsthaus, Bielefeld (Leihgabe aus einer Privatsammlung)                    | Bielefeld                              |
| Liegender blauer Akt mit Strohhut                  | D13                 | Liegender blauer Akt mit Strohhut                                           | 1909       | r             |          | Öl auf Karton             | 91 × 120,5 cm    | Gordon 1968, Nr. 87 recto | Privatsammlung                                                                          |                                        |
|                                                    | D13                 | Die Scham (Allegorie)                                                       | 1909/24    | v             |          | Öl auf Karton             |                  | Gordon 1968, Nr. 87 verso; mit dem Nachlassstempel KN-Dre/Bf5 | Privatsammlung                                                                          |                                        |
| Vier Badende                                       | D14                 | Vier Badende                                                                | 1909       | r             |          | Öl auf Leinwand           | 75 × 100,5 cm    | Gordon 1968, Nr. 95 recto | Von der Heydt-Museum                                                                    | Wuppertal                              |
|                                                    | D14                 | Dorfansicht                                                                 | 1909/24    | v             |          | Öl auf Leinwand           | 75 × 100,5 cm    | Gordon 1968, Nr. 95 verso | Von der Heydt-Museum                                                                    | Wuppertal                              |
| Nackte Mädchen unterhalten sich                    | D15                 | Nackte Mädchen unterhalten sich                                             | 1909/20    | r             |          | Öl auf Leinwand           | 75 × 105 cm      | Gordon 1968, Nr. 96 recto; unten rechts signiert und datiert 《07》 | Museum Kunstpalast                                                                      | Düsseldorf                             |
|                                                    | D15                 | Landschaft mit Fluss und Häusern                                            | 1909/10    | v             |          | Öl auf Leinwand           | k. A.            | Gordon 1968, Nr. 96 verso; mit dem Nachlassstempel KN-Dre/Bg Ba | Museum Kunstpalast                                                                      | Düsseldorf                             |
|                                                    | D16                 | Badeanstalt bei Dresden                                                     | 1909       | r             |          | Öl auf Leinwand           | 60 × 85 cm       | Gordon 1968, Nr. 98 recto; der Stempel KN-Da/Aa 40, der sich auf dem Gemälde befand, ist vor 1968 entfernt worden                                                                                                | Sammlung Würth                                                                          | Künzelsau                              |
|                                                    | D16                 | Waldbach mit Brücke                                                         | 1921–23    | v             |          | Öl auf Leinwand           | 85 × 60 cm       | Gordon 1968, Nr. 98 verso | Sammlung Würth                                                                          | Künzelsau                              |
|                                                    | D17                 | Blumenbeete im Dresdner Park                                                | 1909/20    | r             |          | Öl auf Leinwand           | 77,4 × 94,5 cm   | Gordon 1968, Nr. 100 recto | Baltimore Museum of Art (1953)                                                          | Baltimore                              |
|                                                    | D17                 | Sitzender Mädchenakt in Blau und Orange                                     | 1909/10    | v             |          | Öl auf Leinwand           |                  | Gordon 1968, Nr. 100 verso; der Stempel KN-Dre/Aa 8, der sich auf dem Gemälde befand, ist vor 1968 entfernt worden                                                                                               | Baltimore Museum of Art (1953)                                                          | Baltimore                              |
|                                                    | D18                 | Beflaggte Häuser                                                            | 1910       | r             |          | Öl auf Leinwand           | 96 × 95,8 cm     | Gordon 1968, Nr. 129 recto, Kat. 2, Abb. S. 43 | Museum Folkwang                                                                         | Essen                                  |
|                                                    | D18                 | Sitzender Akt auf orangem Tuch                                              | 1909       | v             |          | Öl auf Leinwand           | 96,5 × 95 cm     | Gordon 1968, Nr. 129 verso; unten links signiert und datiert, Kat. 2, Abb. S. 44 | Museum Folkwang                                                                         | Essen                                  |
|                                                    | D19                 | Dresden-Friedrichstadt                                                      | 1910       | r             |          | Öl auf Leinwand           | 54,8 × 68,7 cm   | Gordon 1968, Nr. 130 recto; unten rechts signiert | Sprengel Museum                                                                         | Hannover                               |
|                                                    | D19                 | Mädchenbrustbild mit Hut                                                    | 1910       | v             |          | Öl auf Leinwand           | k. A.            | Gordon 1968, Nr. 130 verso | Sprengel Museum                                                                         | Hannover                               |
|                                                    | D20                 | Gärtnerei in Dresden                                                        | 1910       | r             |          | Öl auf Leinwand           | 63,6 × 96,5 cm   | Gordon 1968, Nr. 132 recto, oben rechts eingeritzt K | Privatsammlung                                                                          |                                        |
|                                                    | D20                 | Zwei weiße Damen im Walde                                                   | 1924–26    | v             |          | Öl auf Leinwand           | 90 × 55 cm       | Gordon 1968, Nr. 132 verso; der Stempel KN-Da/Bh 11, der sich auf dem Gemälde befand, ist vor 1968 entfernt worden                                                                                               | Privatsammlung                                                                          |                                        |
|                                                    | D21                 | Das blaue Mädchen in der Sonne                                              | 1910       | r             |          | Öl auf Leinwand           | 68,5 × 79,5 cm   | Gordon 1968, Nr. 139 recto; unten links signiert und datiert 06, der Stempel KN-Dre/Bg 5, der sich auf dem Gemälde befand, ist vor 1968 entfernt worden                                                          | Sammlung Hermann Gerlinger, Stiftung Moritzburg, Kunstmuseum des Landes Sachsen-Anhalt  | Halle                                  |
|                                                    | D21                 | gelbgrüner weiblicher Halbakt                                               | 1910/26    | v             |          | Öl auf Leinwand           | 80 × 70,5 cm     | Gordon 1968, Nr. 139, verso | Sammlung Hermann Gerlinger Stiftung Moritzburg Kunstmuseum des Landes Sachsen-Anhalt    | Halle                                  |
|                                                    | D22                 | Sitzender Akt mit erhobenen Armen                                           | 1920/26    | r             |          | Öl auf Leinwand           | 93,5 × 92,9 cm   | Gordon 1968, Nr. 157, recto; der Stempel KN-Dre/Bg 9, der sich auf dem Gemälde befand, ist vor 1968 entfernt worden                                                                                              | Staatliche Museen zu Berlin, Stiftung Preußischer Kulturbesitz, Neue Nationalgalerie    | Berlin                                 |
|                                                    | D22                 | Villa und Seedampfer                                                        | 1919/20    | v             |          | Öl auf Leinwand           | k. A.            | Gordon 1968, Nr. 157, verso | Staatliche Museen zu Berlin, Preußischer Kulturbesitz, Neue Nationalgalerie             | Berlin                                 |
|                                                    | D23                 | Dodo mit großem Fächer                                                      | 1910       | r             |          | Öl auf Leinwand           | 151 × 76 cm      | Gordon 1968, Nr. 158, recto; der Stempel KN-Da/Ba 6, der sich auf dem Gemälde befand, ist vor 1968 entfernt worden                                                                                               | Privatsammlung                                                                          |                                        |
|                                                    | D23                 | Porträt Wehrlin                                                             | 1920       | v             |          | Öl auf Leinwand           | 150 × 75 cm      | Gordon 1968, Nr. 158, verso | Privatsammlung                                                                          |                                        |
|                                                    | D24                 | Halbakt mit erhobenen Armen                                                 | 1910       | r             |          | Öl auf Leinwand           | 78 × 68 cm       | Gordon 1968, Nr. 160, recto | Privatsammlung                                                                          |                                        |
|                                                    | D24                 | Sonnenblumen                                                                | 1913       | v             |          | Öl auf Leinwand           | 78 × 68 cm       | Gordon 1968, Nr. 160, verso; unten rechts signiert von Erna Kirchner | Privatsammlung                                                                          |                                        |
|                                                    | D25                 | Panama-Tänzerinnen                                                          | 1910       | r             |          | Öl auf Leinwand           | 50 × 50 cm       | Gordon 1968, Nr. 161 recto, unten rechts signiert | North Carolina Museum of Art NCMA                                                       | Los Angeles                            |
|                                                    | D25                 | sitzender Akt                                                               | 1910       | v             |          | Fragment, Öl auf Leinwand | k. A.            | Gordon 1968, Nr. 161, verso | North Carolina Museum of Art NCMA                                                       | Los Angeles                            |
|                                                    | D26                 | Ballettraining                                                              | 1910/11    | r             |          | Öl auf Leinwand           | 119 × 89,5 cm    | Gordon 1968, Nr. 172 recto; oben rechts eingeritzt E.L.Kirchner, oben links eingeritzt K | Minneapolis Institute of Art, Gift of Misses Charles Neech                              | Minneapolis, Minnesota                 |
|                                                    | D26                 | rosa Akte                                                                   | 1910       | v             |          | Öl auf Leinwand           |                  | Gordon 1968, Nr. 172 verso; mit dem Nachlass-Stempel KN-Be/Bg 1a versehen | Minneapolis Institute of Art, Gift of Misses Charles Neech                              | Minneapolis, Minnesota                 |
|                                                    | D27                 | Fränzi                                                                      | 1911       | r             |          | Öl auf Leinwand           | 70 × 76 cm       | Gordon 1968, Nr. 174, recto; unten rechts signiert, Kat. 3, Abb. S. 47 | Kunsthalle zu Kiel                                                                      | Kiel                                   |
|                                                    | D27                 | Weiblicher Akt im Tub                                                       | 1911       | v             |          | Öl auf Leinwand           | 76 × 70 cm       | Gordon 1968, Nr. 174, Kat. 3, Abb. S. 48 | Kunsthalle zu Kiel                                                                      | Kiel                                   |
| Zwei Akte mit Badetub und Ofen                     | D28                 | Zwei Akte mit Badetub und Ofen                                              | 1911       | r             |          | Öl auf Leinwand           | 89 × 80 cm       | Gordon 1968, Nr. 175; unten in der Mitte signiert (auf dem Kopf), unten rechts geritzt, monogrammiert K, Kat. 5, Abb. 56                                                                                         | Museum Frieder Burda (1986)                                                             | Baden-Baden                            |
| Pfortensteg Chemnitz                               | D28                 | Pfortensteg Chemnitz                                                        | 1912/13    | v             |          | Öl auf Leinwand           | 89 × 80 cm       | Gordon 1968, Nr. 175; ehemals Gordon 1968, Nr. 168, Kat. 5, Abb. S. 55 | Museum Frieder Burda (1986)                                                             | Baden-Baden                            |
|                                                    | D29                 | Zwei Mädchen mit Badewanne                                                  | 20.11.1909 | r             |          | Öl auf Leinwand           | 73 × 99 cm       | Gordon 1968, Nr. 177, unten rechts eingeritzt K | Privatsammlung                                                                          |                                        |
|                                                    | D29                 | Sitzender schwarzhaariger Mädchen-Akt                                       | 1910       | v             |          | Öl auf Leinwand           | k. A.            | Gordon 1968, Nr. 177; der Stempel Kn-Dre/Bg 7, der sich auf dem Gemälde befand, ist vor 1968 entfernt worden | Privatsammlung                                                                          |                                        |
| Weiblicher Halbakt mit Hut                         | D30                 | weiblicher Halbakt mit Hut                                                  | 1911       | r             |          | Öl auf Leinwand           | 76 × 70 cm       | Gordon 1968, Nr. 180, recto; oben links signiert und datiert 11 | Museum Ludwig Köln                                                                      | Köln                                   |
|                                                    | D30                 | Fränzi in Wiesen                                                            | 1910       | v             |          | Öl auf Leinwand           | 76 × 70 cm       | Gordon 1968, Nr. 180, verso | Museum Ludwig                                                                           | Köln                                   |
| Dodo mit großem Federhut                           | D31                 | Dodo mit großem Federhut                                                    | 1911       | r             |          | Öl auf Leinwand           | 80 × 69 cm       | Gordon 1968, Nr. 181, recto; der Stempel Kn-De/Be 1, der sich auf dem Gemälde befand, ist vor 1968 entfernt worden                                                                                               | Milwaukee Art Center (1964)                                                             | Milwaukee                              |
|                                                    | D31                 | Der Tod des Archimedes                                                      | 1937       | v             |          | Öl auf Leinwand           | 66 × 74 cm       | Gordon 1968, Nr. 181, verso | Milwaukee Art Center (1964)                                                             | Milwaukee                              |
| Frauenbildnis                                      | D32                 | Frauenbildnis                                                               | 1911       | r             |          | Öl auf Leinwand           | 119,3 × 89 cm    | Gordon 1968, Nr. 185, recto; unten rechts signiert und datiert 11, der Stempel Kn-Da/Bc 20, der sich auf dem Gemälde befand, ist vor 1968 entfernt worden                                                        | Albright-Knox Art Gallery (1957)                                                        | Buffalo                                |
|                                                    | D32                 | Schiahorner mit Enzian                                                      | 1925       | v             |          | Öl auf Leinwand           | 120 × 90 cm      | Gordon 1968, Nr. 185, verso | Albright-Knox Art Gallery (1957)                                                        | Buffalo                                |
|                                                    | D33                 | Zwei Mädchen                                                                | 1911/22    | r             |          | Öl auf Leinwand           | 149 × 120 cm     | Gordon 1968, Nr. 89 recto; oben links zweimal eingeritzt K | Los Angeles County Museum of Art (1960)                                                 | Los Angeles                            |
|                                                    | D33                 | Indische Tänzerin mit gelbem Röckchen                                       | 1911       | v             |          | Öl auf Leinwand           | k. A.            | Gordon 1968, Nr. 89, verso; signiert und mit dem Nachlassstempel Kn-Dre/Ba11 | Los Angeles County Museum of Art (1960)                                                 | Los Angeles                            |
|                                                    | D34                 | Otto und Maschka Mueller im Atelier                                         | 1911       | r             |          | Öl auf Leinwand           | 80 × 70,5 cm     | Gordon 1968, Nr. 197, recto | Virginia Museum of Fine Arts, The Ludwig and Rosy Fischer Collection                    | Richmond, Virginia                     |
|                                                    | D34                 | Sitzender Fränzi-Akt in Mauve                                               | 1910       | v             |          | Öl auf Leinwand           | k. A.            | Gordon 1968, Nr. 197, verso | Virginia Museum of Fine Arts, The Ludwig and Rosy Fischer Collection                    | Richmond, Virginia                     |
|                                                    | D35                 | Villa im Park                                                               | 1911       | r             |          | Öl auf Leinwand           | 65 × 92 cm       | Gordon 1968, Nr. 208, recto; unten rechts signiert | Eberhard W. Kornfeld                                                                    | Bern                                   |
|                                                    | D35                 | Lehmgrube bei Dresden                                                       | 1911       | v             |          | Öl auf Leinwand           | k. A.            | Gordon 1968, Nr. 208, verso | Eberhard W. Kornfeld                                                                    | Bern                                   |
|                                                    | D36                 | Bildnis Guttmann                                                            | 1911       | r             |          | Öl auf Leinwand           | 80,6 × 64,8 cm   | Gordon 1968, Nr. 215, recto; unten links signiert und datiert 10 | William Rockhill Nelson Gallery of Art and Mary Atkins Museum of Fine Arts (1954)       | Kansas City                            |
|                                                    | D36                 | Bildnis Jakob Bosshart                                                      | 1921–23    | v             |          | Öl auf Leinwand           | k. A.            | Gordon 1968, Nr. 215, verso; signiert und mit dem Nachlassstempel Kn-Be/Ba3 | William Rockhill Nelson Gallery of Art and Mary Atkins Museum of Fine Arts (1954)       | Kansas City                            |
|                                                    | D37                 | Stillleben mit Maske                                                        | 1911       | r             |          | Öl auf Leinwand           | 80 × 70,8 cm     | Gordon 1968, Nr. 218, recto | Bayrische Staatsgemäldesammlung, Pinakothek der Moderne                                 | München                                |
|                                                    | D37                 | Vier Badende                                                                | 1913       | v             |          | Öl auf Leinwand           | k. A.            | Gordon 1968, Nr. 218, verso | Bayrische Staatsgemäldesammlung, Pinakothek der Moderne                                 | München                                |
|                                                    | D38                 | Maskenball                                                                  | 1911       | r             |          | Öl auf Leinwand           | 112 × 114,5 cm   | Gordon 1968, Nr. 219, recto; unten rechts signiert | Bayrische Staatsgemäldesammlung, Pinakothek der Moderne                                 | München                                |
|                                                    | D38                 | Dodo-Bildnis, sitzend                                                       | 1909       | v             |          | Öl auf Leinwand           | 114,5 × 112 cm   | Gordon 1968, Nr. 219, verso; der Stempel Kn-Be/Be 6, der sich auf dem Gemälde befand, ist vor 1968 entfernt worden                                                                                               | Bayrische Staatsgemäldesammlung, Pinakothek der Moderne                                 | München                                |
|                                                    | D39                 | Kniender Mädchen-Akt vor rotem Wandschirm                                   | 1912       | r             |          | Öl auf Leinwand           | 75 × 56 cm       | Gordon 1968, Nr. 240, recto; unten links signiert, der Stempel Kn-Da/Bg 2, der sich auf dem Gemälde befand, ist vor 1968 entfernt worden                                                                         | Museo Thyssen Bornemissa                                                                | Madrid                                 |
|                                                    | D39                 | Sitzender Mädchen-Akt mit angezogenem Knie                                  | 1911–23    | v             |          | Öl auf Leinwand           | 75 × 56 cm       | Gordon 1968, Nr. 240, verso | Museo Thyssen Bornemissa                                                                | Madrid                                 |
|                                                    | D40                 | Dame am Meer sitzend mit rotem Hut                                          | 1912       | r             |          | Öl auf Leinwand           | 100 × 75 cm      | Gordon 1968, Nr. 247, recto; unten rechts signiert | Privatsammlung                                                                          |                                        |
|                                                    | D40                 | Blume                                                                       | 1914       | v             |          | Öl auf Leinwand           | k. A.            | Gordon 1968, Nr. 247, recto; mit dem Nachlassstempel Kn-Be/Bh 2 | Privatsammlung                                                                          |                                        |
| Rotes Elisabethufer, Berlin                        | D41                 | Rotes Elisabethufer, Berlin                                                 | 1912       | r             |          | Öl auf Leinwand           | 101 × 113 cm     | Gordon 1968, Nr. 275, recto | Bayrische Staatsgemäldesammlung, Pinakothek der Moderne                                 | München                                |
|                                                    | D41                 | 3 Badende am Strand                                                         | 1913       | v             |          | Öl auf Leinwand           |                  | Gordon 1968, Nr. 275, verso | Bayrische Staatsgemäldesammlung, Pinakothek der Moderne                                 | München                                |
|                                                    | D42                 | Frauenporträt mit dunklem Schleier                                          | 1912       | r             |          | Öl auf Leinwand           | 47 × 48 cm       | Gordon 1968, Nr. 276, recto; oben links eingeritzt K | Privatsammlung                                                                          |                                        |
|                                                    | D42                 | Kopf eines jungen Mannes                                                    | 1912       | v             |          | Öl auf Leinwand           |                  | Gordon 1968, Nr. 276, verso; mit dem Nachlassstempel Kn-Be/Ba2 | Privatsammlung                                                                          |                                        |
|                                                    | D43                 | Blaue Dame im Tiergarten                                                    | 1912       | r             |          | Öl auf Leinwand           | 100 × 70 cm      | Gordon 1968, Nr. 277, recto; unten rechts signiert | Privatsammlung                                                                          |                                        |
|                                                    | D43                 | Weiblicher Akt                                                              | 1908       | v             |          | Öl auf Leinwand           |                  | Gordon 1968, Nr. 277, verso | Privatsammlung                                                                          |                                        |
| Paar im Zimmer                                     | D44                 | Paar im Zimmer                                                              | 1912       | r             |          | Öl auf Leinwand           | 95 × 85 cm       | Gordon 1968, Nr. 285, recto; oben und unten rechts signiert | Privatsammlung                                                                          |                                        |
|                                                    | D44                 | Badende in Moritzburg, unvollendet (?)                                      | 1910       | v             |          | Öl auf Leinwand           | 70 × 80 cm       | Gordon 1968, Nr. 285, verso | Privatsammlung                                                                          |                                        |
|                                                    | D45                 | Drei Modelle                                                                | 1912       | r             |          | Öl auf Leinwand           | 80 × 70 cm       | Gordon 1968, Nr. 286, recto; der Stempel Kn-Da/Be 3, der sich auf dem Gemälde befand, ist vor 1968 entfernt worden                                                                                               | Leopold Museum                                                                          | Wien                                   |
|                                                    | D45                 | Der Schlangenmensch mit Clown                                               | 1923       | v             |          | Öl auf Leinwand           | 80 × 70 cm       | Gordon 1968, Nr. 286, verso | Leopold Museum                                                                          | Wien                                   |
| Circus, Zirkusreiterin                             | D46                 | Circus, Zirkusreiterin                                                      | 1912       | r             |          | Öl auf Leinwand           | 120 × 100 cm     | Gordon 1968, Nr. 288, recto; oben links signiert | Bayrische Staatsgemäldesammlung, Pinakothek der Moderne (1967), Kat. 4, Abb. S. 51      | München                                |
|                                                    | D46                 | Akt auf Rollbett                                                            | 1910       | v             |          | Öl auf Leinwand           | 100 × 120 cm     | Gordon 1968, Nr. 288, verso | Bayrische Staatsgemäldesammlung, Pinakothek der Moderne (1967), Kat. 4, Abb. S. 52      | München                                |
|                                                    | D47                 | Weiblicher Akt mit Badezuber                                                | 1912       | r             |          | Öl auf Leinwand           | 96 × 64,5 cm     | Gordon 1968, Nr. 289, recto | Privatsammlung                                                                          |                                        |
|                                                    | D47                 | Weiblicher Akt                                                              | 1909       | v             |          | Öl auf Leinwand           |                  | Gordon 1968, Nr. 289, verso | Privatsammlung                                                                          |                                        |
| Porträt Dr. Alfred Döblin                          | D48                 | Porträt Alfred Döblin                                                       | 1912       | r             |          | Öl auf Leinwand           | 51 × 42 cm       | Gordon 1968, Nr. 290, recto; unten links signiert | Busch-Reisinger Museum (1951)                                                           | Cambridge                              |
|                                                    | D48                 | Frau mit erhobenem Arm                                                      | 1903/04    | v             |          | Öl auf Leinwand           | 51 × 42 cm       | Nr. 290, verso (nicht bei Gordon 1968) | Busch-Reisinger Museum (1951)                                                           | Cambridge                              |
| Straße am Stadtpark Schöneberg, Innsbrucker Straße | D49                 | Straße am Stadtpark Schöneberg, Innsbrucker Straße                          | 1912/13    | r             |          | Öl auf Leinwand           | 120 × 150 cm     | Gordon 1968, Nr. 292, recto; unten links signiert | Milwaukee Art Center (1964)                                                             | Milwaukee                              |
|                                                    | D49                 | Sitzender Akt                                                               | 1904–06    | v             |          | Zeichnung                 | 120 × 150 cm     | Gordon 1968, Nr. 292, verso | Milwaukee Art Center (1964)                                                             | Milwaukee                              |
| Zwei nackte Mädchen in flacher Wanne               | D50                 | Zwei nackte Mädchen in flacher Wanne                                        | 1912/13/20 | r             |          | Öl auf Leinwand           | 60 × 40,5 cm     | Gordon 1968, Nr. 293, recto | Privatsammlung                                                                          |                                        |
| Elbkähne vor gelben Häusern, Dresden               | D50                 | Elbkähne vor gelben Häusern, Dresden                                        | 1909       | v             |          | Öl auf Leinwand           | k. A.            | Gordon 1968, Nr. 293, verso; mit dem Nachlassstempel Kn-Be/Bg 1 | Privatsammlung                                                                          |                                        |
| Zwei Frauen mit Waschbecken                        | D51                 | Zwei Frauen mit Waschbecken                                                 | 1913       | r             |          | Öl auf Leinwand           | 121 × 90,5 cm    | Gordon 1968, Nr. 295, recto | Städel Museum                                                                           | Frankfurt am Main                      |
|                                                    | D51                 | Badende und Boote auf Fehmarn                                               | 1913       | v             |          | Öl auf Leinwand           | k. A.            | Gordon 1968, Nr. 295, verso | Städel Museum                                                                           | Frankfurt am Main                      |
| Otto Mueller mit Pfeife                            | D52                 | Otto Mueller mit Pfeife                                                     | 1913       | r             |          | Öl auf Leinwand           | 60 × 50,6 cm     | Gordon 1968, Nr. 296, recto; oben rechts signiert | Brücke Museum (1971)                                                                    | Berlin                                 |
|                                                    | D52                 | Zirkusszene                                                                 | 1911       | v             |          | Öl auf Leinwand           |                  | Gordon 1968, Nr. 296, verso | Brücke Museum (1971)                                                                    | Berlin                                 |
|                                                    | D53                 | Drei Tänzerinnen                                                            | 1913       | r             |          | Öl auf Leinwand           | 70 × 80,3 cm     | Gordon 1968, Nr. 299, recto; unten links signiert und datiert 13 | Privatsammlung                                                                          |                                        |
|                                                    | D53                 | Männliches Porträt                                                          | 1912       | v             |          | Öl auf Leinwand           |                  | Gordon 1968, Nr. 299, verso | Privatsammlung                                                                          |                                        |
| Skizzierender Künstler mit zwei Frauen             | D54                 | Skizzierender Künstler mit zwei Frauen, Künstlergruppe                      | 1913       | r             |          | Öl auf Leinwand           | 70 × 80 cm       | Gordon 1968, Nr. 301, recto; unten links eingeritzt E. L. Kirchner | Stedelijk Museum (1955)                                                                 | Amsterdam                              |
|                                                    | D54                 | Droschke, unvollendet                                                       | 1913       | v             |          | Öl auf Leinwand           |                  | Gordon 1968, Nr. 301, verso; mit dem Nachlassstempel Kn-Be/Bg 4a | Stedelijk Museum (1955)                                                                 | Amsterdam                              |
| Gelbes Engelufer                                   | D55                 | Gelbes Engelufer, Berlin                                                    | 1913       | r             |          | Öl auf Leinwand           | 70,6 × 80,5 cm   | Gordon 1968, Nr. 306, recto | Kunsthalle (1950), Kat. 7, Abb. S. 63                                                   | Mannheim                               |
|                                                    | D55                 | Marokkaner                                                                  | 1909/10    | v             |          | Öl auf Leinwand           | 80,5 × 70,6 cm   | Nr. 306, verso (nicht bei Gordon 1968) | Kunsthalle (1950), Kat. 7, Abb. S. 64                                                   | Mannheim                               |
| Die Bucht an der Fehmarnküste                      | D56                 | Die Bucht an der Fehmarnküste                                               | 1913       | r             |          | Öl auf Leinwand           | 126 × 90 cm      | Gordon 1968, Nr. 336, rekto; unten links signiert | Städel Museum                                                                           | Frankfurt am Main                      |
|                                                    | D56                 | Figuren in Grashütte, Fehmarn                                               | 1913       | v             |          | Öl auf Leinwand           |                  | Gordon 1968, Nr. 336, verso | Städel Museum                                                                           | Frankfurt am Main                      |
|                                                    | D57                 | Seewald                                                                     | 1913       | r             |          | Öl auf Leinwand           | 91,5 × 125 cm    | Gordon 1968, Nr. 340, rekto; unten rechts signiert | Privatsammlung                                                                          |                                        |
|                                                    | D57                 | Uferstück, Fehmarn                                                          | 1912       | v             |          | Öl auf Leinwand           |                  | Gordon 1968, Nr. 340, verso; mit dem Nachlassstempel Kn-Be/Aa 8 | Privatsammlung                                                                          |                                        |
| Nackter Jüngling und Mädchen am Strand             | D58                 | Nackter Jüngling und Mädchen am Strand                                      | 1913       | r             |          | Öl auf Leinwand           | 104 × 76 cm      | Gordon 1968, Nr. 351, rekto; der Nachlassstempel Kn-Be/Bg 8, der sich auf dem Gemälde befand, ist vor 1968 entfernt worden                                                                                       | Albertina (Dauerleihgabe der R. & H. Batliner Art FoundationO)                          | Wien                                   |
| Zwei Akte im Raum                                  | D58                 | Zwei Akte im Raum                                                           | 1914       | v             |          | Öl auf Leinwand           | 104 × 76 cm      | Gordon 1968, Nr. 351, verso | Albertina (Dauerleihgabe der R. & H. Batliner Art FoundationO)                          | Wien                                   |
| Urteil des Paris                                   | D59                 | Urteil des Paris                                                            | 1913       | r             |          | Öl auf Leinwand           | 111,5 × 88,5 cm  | Gordon 1968, Nr. 360, rekto | Wilhelm-Hack-Museum (1971, Kat. 6, Abb. S. 59)                                          | Ludwigshafen                           |
|                                                    | D59                 | fünf Badende an einem Stein                                                 | 1913       | v             |          | Öl auf Leinwand           | 111,5 × 88,5 cm  | Gordon 1968, Nr. 360, verso | Wilhelm-Hack-Museum (1971, Kat. 6, Abb. S. 60)                                          | Ludwigshafen                           |
| Sich kämmender Akt                                 | D60                 | Sich kämmender Akt                                                          | 1913       | r             |          | Öl auf Leinwand           | 125 × 90 cm      | Gordon 1968, Nr. 361, rekto; unten rechts signiert | Brücke Museum (1971)                                                                    | Berlin                                 |
|                                                    | D60                 | Violette Bäume                                                              | 1914       | v             |          | Öl auf Leinwand           |                  | Gordon 1968, Nr. 361, verso, | Brücke Museum (1971)                                                                    | Berlin                                 |
| Berliner Straßenszene                              | D61                 | Berliner Straßenszene                                                       | 1913       | r             |          | Öl auf Leinwand           | 121 × 95 cm      | Gordon 1968, Nr. 363, rekto; unten rechts signiert, unten links mit Bleistift | Neue Galerie (2006)                                                                     | New York                               |
|                                                    | D61                 | Bäume                                                                       | 1912       | v             |          | Öl auf Leinwand           |                  | Gordon 1968, Nr. 363, verso, oben rechts signiert | Neue Galerie (2006)                                                                     | New York                               |
| Die Straße                                         | D62                 | Die Straße                                                                  | 1913       | r             |          | Öl auf Leinwand           | 120,6 × 91,1 cm  | Gordon 1968, Nr. 364, rekto; unten rechts signiert | Museum of Modern Arts (1939)                                                            | New York                               |
|                                                    | D62                 | Zwei Akte, Moritzburg                                                       | 1909       | v             |          | Öl auf Leinwand           |                  | Gordon 1968, Nr. 364, verso | Museum of Modern Arts (1939)                                                            | New York                               |
| Friedrichstraße, Berlin                            | D63                 | Friedrichstraße, Berlin                                                     | 1914       | r             |          | Öl auf Leinwand           | 125 × 91 cm      | Gordon 1968, Nr. 367, rekto; unten links signiert | Staatsgalerie Stuttgart (1953)                                                          | Stuttgart                              |
|                                                    | D63                 | Weiblicher Akt im Wald                                                      | 1913       | v             |          | Öl auf Leinwand           |                  | Gordon 1968, Nr. 367, verso; signiert | Staatsgalerie (1953)                                                                    | Stuttgart                              |
| Zwei Frauen auf der Straße                         | D64                 | Zwei Frauen auf der Straße                                                  | 1914       | r             |          | Öl auf Leinwand           | 120,5 × 91 cm    | Gordon 1968, Nr. 369, rekto; Mitte links signiert | Kunstsammlung Nordrhein-Westfalen, K20 (Kat. 9, Abb. S. 71)                             | Düsseldorf                             |
|                                                    | D64                 | Zwei Badende in Wellen                                                      | 1912       | v             |          | Öl auf Leinwand           | 120,5 × 91 cm    | Gordon 1968, Nr. 369, verso | Kunstsammlung Nordrhein-Westfalen, K20 (Kat. 9, Abb. S. 72)                             | Düsseldorf                             |
|                                                    | D65                 | Damen im Café                                                               | 1914       | r             |          | Öl auf Leinwand           | 70,5 × 76 cm     | Gordon 1968, Nr. 374, rekto; unten links signiert | Brücke Museum (1966)                                                                    | Berlin                                 |
|                                                    | D65                 | Stilleben mit Kopf                                                          | 1911/12    | v             |          | Öl auf Leinwand           | 70,5 × 76 cm     | Gordon 1968, Nr. 374, verso | Brücke Museum (1966)                                                                    | Berlin                                 |
|                                                    | D66                 | Bildnis Gewecke                                                             | 1914       | r             |          | Öl auf Leinwand           | 65 × 47 cm       | Gordon 1968, Nr. 376, rekto; unten rechts signiert | Virginia Museum of Fine Arts, The Ludwig and Rosy Fischer Collection                    | Richmont, Virginia                     |
|                                                    | D66                 | Erna mit Zigarette                                                          | 1913/14    | v             |          | Öl auf Leinwand           |                  | Gordon 1968, Nr. 376, verso | Virginia Museum of Fine Arts, The Ludwig and Rosy Fischer Collection                    | Richmont, Virginia                     |
| Straßenbahn und Eisenbahn                          | D67                 | Straßenbahn und Eisenbahn                                                   | 1914       | r             |          | Öl auf Leinwand           | 71 × 81 cm       | Gordon 1968, Nr. 379, rekto; oben links signiert | Museum für Kunst und Kulturgeschichte                                                   | Lübeck                                 |
|                                                    | D67                 | Dünenlandschaft                                                             | 1912       | v             |          | Öl auf Leinwand           |                  | Gordon 1968, Nr. 379, verso; signiert, betitelt und datiert 13 sowie mit dem Nachlassstempel KN-Be/Ab 4 | Museum für Kunst und Kulturgeschichte                                                   | Lübeck                                 |
| Blick aus dem Fenster                              | D68                 | Blick aus dem Fenster                                                       | 1914       | r             |          | Öl auf Leinwand           | 120 × 90 cm      | Gordon 1968, Nr. 380, rekto | The Saint Louis Art Museum                                                              | Saint Louis (Bequest of Morton d. May) |
|                                                    | D68                 | Mann und Frau in Interieur, unvollendet                                     | 1914       | v             |          | Öl auf Leinwand           |                  | Gordon 1968, Nr. 380, verso | The Saint Louis Art Museum                                                              | Saint Louis (Bequest of Morton d. May) |
| Zirkusreiter                                       | D69                 | Zirkusreiter                                                                | 1914       | r             |          | Öl auf Leinwand           | 200 × 150 cm     | Gordon 1968, Nr. 382, rekto | The Saint Louis Art Museum                                                              | Saint Louis (Bequest of Morton d. May) |
|                                                    | D69                 | Tanzpaar mit Kastagnetten                                                   |            | v             |          | Öl auf Leinwand           |                  | Gordon 1968, Nr. 382, verso | The Saint Louis Art Museum                                                              | Saint Louis (Bequest of Morton d. May) |
|                                                    | D70                 | Blaue Artisten                                                              | 1914       | r             |          | Öl auf Leinwand           | 119 × 89 cm      | Gordon 1968, Nr. 383, rekto; unten rechts signiert | Franz Marck Museum                                                                      | Kochel am See                          |
|                                                    | D70                 | Tennisspielerinnen                                                          | 1913       | v             |          | Öl auf Leinwand           |                  | Gordon 1968, Nr. 383, verso | Franz Marck Museum                                                                      | Kochel am See                          |
| Segelboote bei Grünau                              | D71                 | Segelboote bei Grünau                                                       | 1914       | r             |          | Öl auf Leinwand           | 90,5 × 80,5 cm   | Gordon 1968, Nr. 386, rekto | Staatsgalerie (1950)                                                                    | Stuttgart                              |
|                                                    | D71                 | Landschaft mit Hügel und Bäumen                                             | 1909       | v             |          | Öl auf Leinwand           |                  | Gordon 1968, Nr. 386, verso; unten links signiert | Staatsgalerie (1950)                                                                    | Stuttgart                              |
| Rheinbrücke in Köln                                | D72                 | Rheinbrücke bei Köln                                                        | 1914       | r             |          | Öl auf Leinwand           | 121 × 91 cm      | Gordon 1968, Nr. 387, rekto | Staatliche Museen zu Berlin, Preußischer Kulturbesitz, Neue Nationalgalerie Berlin      | Berlin                                 |
|                                                    | D72                 | Mädchen am Strand                                                           | 1913       | v             |          | Öl auf Leinwand           |                  | Gordon 1968, Nr. 387, verso | Staatliche Museen zu Berlin, Preußischer Kulturbesitz, Neue Nationalgalerie Berlin      | Berlin                                 |
| Das Zelt                                           | D73                 | Das Zelt                                                                    | 1914       | r             |          | Öl auf Leinwand           | 116 × 92 cm      | Gordon 1968, Nr. 393, rekto | Bayrische Staatsgemäldesammlungen, Pinakothek der Moderne                               | München (1977)                         |
|                                                    | D73                 | Sitzender Akt                                                               | 1908       | v             |          | Öl auf Leinwand           |                  | Gordon 1968, Nr. 393, verso |                                                                                         |                                        |
| Frauen beim Tee, die Kranke                        | D74                 | Frauen beim Tee, die Kranke                                                 | 1914       | r             |          | Öl auf Leinwand           | 100 × 75 cm      | Gordon 1968, Nr. 394, verso; unten rechts signiert | Bayrische Staatsgemäldesammlungen, Pinakothek der Moderne                               | München (1977)                         |
|                                                    | D74                 | Liegende Frau, Fragment                                                     | 1910       | v             |          | Öl auf Leinwand           |                  | Gordon 1968, Nr. 394, verso |                                                                                         |                                        |
|                                                    | D75                 | Gelbe Birken                                                                | 1914       | r             |          | Öl auf Leinwand           | 120 × 89 cm      | Gordon 1968, Nr. 396, rekto | Privatsammlung                                                                          |                                        |
|                                                    | D75                 | Badende in Fehmarnlandschaft                                                | 1914       | v             |          | Öl auf Leinwand           |                  | Gordon 1968, Nr. 396, verso; mit dem Nachlassstempel KN-Be/Aa 9 |                                                                                         |                                        |
|                                                    | D76                 | Rothaarige                                                                  | 1914       | r             |          | Öl auf Leinwand           | 91 × 64 cm       | Gordon 1968, Nr. 410, rekto; oben rechts eingeritzt, monogrammiert | Privatsammlung                                                                          |                                        |
|                                                    | D76                 | rosa Stilleben, teilweise überstrichen                                      | 1913/14    | v             |          | Öl auf Leinwand           |                  | Gordon 1968, Nr. 410, verso; signiert sowie mit dem Nachlassstempel Kn-Be/Bg6 versehen |                                                                                         |                                        |
|                                                    | D77                 | Kopf Graef                                                                  | 1914       | r             |          | Öl auf Leinwand           | 66 × 50 cm       | Gordon 1968, Nr. 414, rekto | Privatsammlung                                                                          |                                        |
| Straßenszene                                       | D77                 | Straßenszene                                                                | 1913/14    | v             |          | Öl auf Leinwand           | 69,9 × 50,8 cm   | Gordon 1968, Nr. 414, verso; der Stempel Kn-Da/Ba 2, der sich auf dem Gemälde befand, ist nach 1968 entfernt worden                                                                                              |                                                                                         |                                        |
|                                                    | D78                 | Kartenspielender Knabe, der Sohn Hardt                                      | 1914/15    | r             |          | Öl auf Leinwand           | 69,3 × 62,3 cm   | Gordon 1968, Nr. 418, rekto; unten rechts signiert | Bayrische Staatsgemäldesammlungen, Pinakothek der Moderne                               | München (1963)                         |
|                                                    | D78                 | Liegender weiblicher Akt mit Männerkopf                                     | 1912       | v             |          | Öl auf Leinwand           | 69,3 × 62,3 cm   | Gordon 1968, Nr. 418, verso |                                                                                         |                                        |
|                                                    | D79                 | Zwei Mädchen im Zimmer                                                      | 1914       | r             |          | Öl auf Leinwand           | 100 × 73 cm      | Gordon 1968, Nr. 419, rekto; unten rechts signiert, oben links eingeritzt K | Privatsammlung                                                                          |                                        |
|                                                    | D79                 | Holzschale, Skulpturen und Sonnenblumen                                     | 1913       | v             |          | Öl auf Leinwand           |                  | Gordon 1968, Nr. 419, verso; unten links eingeritzt K. Der Stempel Kn-Be/Bg 7, der sich auf dem Gemälde befand, ist nach 1968 entfernt worden.                                                                   |                                                                                         |                                        |
|                                                    | D80                 | Selbstbildnis                                                               | 1914       | r             |          | Öl auf Leinwand           | 65 × 47 cm       | Gordon 1968, Nr. 421, rekto | Brücke Museum (1983)                                                                    | Berlin                                 |
|                                                    | D80                 | Stillleben mit Fruchtschale                                                 | 1914       | v             |          | Öl auf Leinwand           |                  | Gordon 1968, Nr. 421, verso |                                                                                         |                                        |
| Graef und Freund                                   | D81                 | Graef und Freund                                                            | 1914       | r             |          | Öl auf Leinwand           | 125 × 90 cm      | Gordon 1968, Nr. 423, rekto; unten rechts signiert | Privatsammlung                                                                          |                                        |
|                                                    | D81                 | Badende um einen rosa Stein                                                 | 1913       | v             |          | Öl auf Leinwand           |                  | Gordon 1968, Nr. 423, verso |                                                                                         |                                        |
|                                                    | D82                 | Zwei Freunde im Gespräch                                                    | 1914       | r             |          | Öl auf Leinwand           | 71 × 81 cm       | Gordon 1968, Nr. 425, rekto; oben links mit Bleistift signiert | Buchheim Museum der Phantasie                                                           | Bernried                               |
|                                                    | D82                 | Dünenlandschaft mit Mädchen                                                 | 1913       | v             |          | Öl auf Leinwand           |                  | Gordon 1968, Nr. 425, verso. Der Stempel Kn-Dre/Bi 2, der sich auf dem Gemälde befand, ist nach 1968 entfernt worden.                                                                                            |                                                                                         |                                        |
| Frauen auf der Straße                              | D83                 | Frauen auf der Straße                                                       | 1915       | r             |          | Öl auf Leinwand           | 126 × 90 cm      | Gordon 1968, Nr. 427, rekto | Von-der-Heydt-Museum                                                                    | Wuppertal (1952)                       |
|                                                    | D83                 | Fehmarn Akt                                                                 | 1912       | v             |          | Öl auf Leinwand           |                  | Gordon 1968, Nr. 427, verso; signiert |                                                                                         |                                        |
|                                                    | D84                 | Reitende Artilleristen                                                      | 1915       | r             |          | Öl auf Leinwand           | 115 × 115 cm     | Gordon 1968, Nr. 433, rekto; oben rechts eingeritzt K | Staatsgalerie Stuttgart, Sammlung Max Fischer                                           | Stuttgart                              |
|                                                    | D84                 | Gemälde, überstrichen                                                       | v          |               |          |                           |                  | Gordon 1968, Nr. 433, verso; signiert sowie mit dem Nachlassstempel Kn-Da/Bl 1 |                                                                                         |                                        |
|                                                    | D85                 | Badende Frau (linker Seitenflügel des Triptychons Badende Frauen)           | 1915/25    | r             |          | Öl auf Leinwand           | 196 × 66 cm      | Gordon 1968, Nr. 440a, rekto | Nachlass Ernst Ludwig Kirchner, Courtesy Gallery Henze & Ketterer (Kat. 10, Abb. S. 75) | Wichtrach/Bern                         |
|                                                    | D85                 | Aktgruppe II (linker Seitenflügel des Triptychons Badende Frauen)           | 1907/8     | v             |          | Öl auf Leinwand           | 196 × 66 cm      | Gordon 1968, Nr. 440a, verso; der Stempel Kn-Be/Bg 11, der sich auf dem Gemälde befand, ist nach 1968 entfernt worden.                                                                                           | Nachlass Ernst Ludwig Kirchner, Courtesy Gallery Henze & Ketterer (Kat. 10, Abb. S. 76) | Wichtrach/Bern                         |
|                                                    | D86                 | rechter Seitenflügel des Triptychons Badende Frauen                         | 1915/25    | r             |          | Öl auf Leinwand           | 196 × 66 cm      | Gordon 1968, Nr. 440c, rekto | National Gallery of Art                                                                 | Washington (1979)                      |
|                                                    | D86                 | Aktgruppe I (rechter Seitenflügel des Triptychons)                          | 1907/8     | v             |          | Öl auf Leinwand           |                  | Gordon 1968, Nr. 440c, verso; der Stempel Kn-Be/Bg 11b, der sich auf dem Gemälde befand, ist nach 1968 entfernt worden.                                                                                          |                                                                                         |                                        |
|                                                    | D87                 | Tal im Taunus, Landschaft mit kleiner Talbrücke                             | 1916       | r             |          | Öl auf Leinwand           | 81 × 71 cm       | Gordon 1968, Nr. 453, rekto | Privatsammlung                                                                          |                                        |
|                                                    | D87                 | Mädchenakt mit weißem Tuch; unvollendet                                     | 1915       | v             |          | Öl auf Leinwand           |                  | Gordon 1968, Nr. 453, verso |                                                                                         |                                        |
|                                                    | D88                 | Platz in Halle (Straße in Königstein)                                       | 1916       | r             |          | Öl auf Leinwand           | 75 × 66,7 cm     | Gordon 1968, Nr. 461, rekto | Privatsammlung                                                                          |                                        |
|                                                    | D88                 | Drei Badende um rosa Stein                                                  | 1913       | v             |          | Öl auf Leinwand           |                  | Gordon 1968, Nr. 461, verso |                                                                                         |                                        |
|                                                    | D89                 | Stillleben mit Kerze                                                        | 1917       | r             |          | Öl auf Karton             | 74 × 48 cm       | Gordon 1968, Nr. 483, rekto; unten in der Mitte signiert. Der Karton wurde gespalten. Gordon 1968, Nr. 483, befindet sich an einem anderen Ort.                                                                  | Kirchner Museum                                                                         | Davos                                  |
|                                                    | D89                 | Kind in ganzer Figur mit kurzen Hosen und Obstpflücker (?) an langer Stange | 1917/18    | v             |          | Öl auf Karton             | 74 × 48 cm       | Gordon 1968, Nr. 483, verso | Privatsammlung                                                                          |                                        |
|                                                    | D90                 | Männerkopf mit Blumen                                                       | 1917       | r             |          | Öl auf Karton             | 65 × 53 cm       | Gordon 1968, Nr. 489, rekto | Privatsammlung                                                                          |                                        |
|                                                    | D90                 | Kirche                                                                      | 1917/18    | v             |          | Öl auf Karton             |                  | Gordon 1968, Nr. 489, verso |                                                                                         |                                        |
|                                                    | D91                 | Alpenveilchen                                                               | 1918/19    | r             |          | Öl auf Leinwand           | 80 × 60 cm       | Gordon 1968, Nr. 553, rekto; unten links signiert | Privatsammlung                                                                          |                                        |
|                                                    | D91                 | Amselfluh, Studie                                                           | 1918/19    | v             |          | Öl auf Leinwand           |                  | Gordon 1968, Nr. 553, verso |                                                                                         |                                        |
|                                                    | D92                 | Grauer Kater mit Kissen                                                     | 1919/20    | r             |          | Öl auf Leinwand           | 79 × 69 cm       | Gordon 1968, Nr. 564, rekto; unten rechts signiert | Museum am Ostwall                                                                       | Dortmund (1957)                        |
|                                                    | D92                 | Sitzende Männer mit bewegten Händen                                         | 1917/18    | v             |          | Öl auf Leinwand           |                  | Gordon 1968, Nr. 564, verso |                                                                                         |                                        |
|                                                    | D93                 | Der Wasserfall                                                              | 1919       | r             |          | Öl auf Leinwand           | 150 × 120 cm     | Gordon 1968, Nr. 566, rekto | Privatsammlung                                                                          |                                        |
|                                                    | D93                 | Mondaufgang auf Fehmarn                                                     | 1914       | v             |          | Öl auf Leinwand           |                  | Gordon 1968, Nr. 566, verso; signiert sowie mit dem Nachlassstempel Kn-Da/Aa 30 |                                                                                         |                                        |
|                                                    | D94                 | Bergwegkurve                                                                | 1920       | r             |          | Öl auf Leinwand           | 120 × 99 cm      | Gordon 1968, Nr. 571, rekto; oben rechts eingeritzt E.L.Kirchner, unten rechts eingeritzt K | Privatsammlung                                                                          |                                        |
|                                                    | D94                 | Hütten am Berg                                                              | 1919       | v             |          | Öl auf Leinwand           | 120 × 99 cm      | Gordon 1968, Nr. 571, verso. Der Stempel Kn-Da/Aa 22, der sich auf dem Gemälde befand, ist nach 1968 entfernt worden.                                                                                            |                                                                                         |                                        |
|                                                    | D95                 | Sitzende nackte Frau vor rotgemustertem Hintergrund                         | 1919/20    | r             |          | Öl auf Leinwand           | 72 × 62 cm       | Gordon 1968, Nr. 609, rekto | Albertina (Dauerleihgabe der R. & H. Batliner Art Foundation)                           | Wien                                   |
|                                                    | D95                 | Entwurf zu Landschaft, mit schwarz überstrichen                             | 1914/15    | v             |          |                           |                  | Gordon 1968, Nr. 609, verso; mit dem Nachlassstempel Kn-Dre/Bg 3 |                                                                                         |                                        |
|                                                    | D96                 | Hühner im Garten                                                            | 1919/20    | r             |          | Öl auf Leinwand           | 50 × 50 cm       | Gordon 1968, Nr. 617, rekto | Privatsammlung                                                                          |                                        |
|                                                    | D96                 | Fränzi                                                                      | 1910       | v             |          | Öl auf Leinwand           | 50 × 50 cm       | Gordon 1968, Nr. 617, verso. Der Stempel Kn-Da/Bm 2, der sich auf dem Gemälde befand, ist nach 1968 entfernt worden                                                                                              |                                                                                         |                                        |
|                                                    | D97                 | Hühner bei Bergdorf                                                         | 1919/20    | r             |          | Öl auf Leinwand           | 48 × 54 cm       | Gordon 1968, Nr. 618, rekto | Museum Folkwang                                                                         | Essen                                  |
|                                                    | D97                 | Ruhende Frau mit über dem Kopf verschränkten Armen                          | 1912       | v             |          | Öl auf Leinwand           |                  | Gordon 1968, Nr. 618, verso; unten rechts signiert sowie mit dem Nachlassstempel Kn-Da/Bm 9 versehen |                                                                                         |                                        |
|                                                    | D98                 | Mädchenkopf mit Holzfigur am Fenster                                        | 1919/20    | r             |          | Öl auf Leinwand           | 60 × 49 cm       | Gordon 1968, Nr. 628, rekto | Nachlass Ernst Ludwig Kirchner, Galerie Henze und Ketterer                              | Wichtrach/Bern                         |
|                                                    | D98                 | Blumen, Fragment                                                            | 1909       | v             |          | Öl auf Leinwand           |                  | Gordon 1968, Nr. 628, verso; mit dem Nachlassstempel Kn-Da/Ba 10 versehen |                                                                                         |                                        |
|                                                    | D99                 | Selbstbildnis am Fenster (der Maler)                                        | 1920       | r             |          | Öl auf Leinwand           | 86,5 × 56 cm     | Gordon 1968, Nr. 626, rekto; rechts oben signiert, außerhalb der Darstellung auf der Leinwand betitelt und datiert                                                                                               | Horst und Gabriele Siedle Kunststiftung                                                 | Furtwangen                             |
|                                                    | D99                 | Fränzi mit Katze (Artistin, Marcella)                                       | 1910       | v             |          | Öl auf Leinwand           | 105 × 72 cm      | Gordon 1968, Nr. 626, verso. Der Stempel Kn-Da/Ba 11, der sich auf dem Gemälde befand, ist nach 1968 entfernt worden.                                                                                            |                                                                                         |                                        |
|                                                    | D100                | Frau mit Knaben, Spaziergang                                                | 1920       | r             |          | Öl auf Leinwand           | 120,5 × 120,5 cm | Gordon 1968, Nr. 633, rekto; unten rechts signiert | Privatsammlung                                                                          |                                        |
|                                                    | D100                | Hütten und Wiesen                                                           | 1919/20    | v             |          | Öl auf Leinwand           |                  | Gordon 1968, Nr. 633, verso |                                                                                         |                                        |
|                                                    | D101                | Bergjäger                                                                   | 1919/20    | r             |          | Öl auf Leinwand           | 60 × 70 cm       | Gordon 1968, Nr. 650, rekto. Unten links eingeritzt K | Privatsammlung                                                                          |                                        |
|                                                    | D101                | blaue Brücke                                                                | 1913       | v             |          | Öl auf Leinwand           |                  | Gordon 1968, Nr. 650, verso. Mit dem Nachlassstempel: Kn-Da/Bh 5a versehen |                                                                                         |                                        |
|                                                    | D102                | Grenztannen, Tannen im Gebirge                                              | 1920       | r             |          | Öl auf Leinwand           | 120 × 90 cm      | Gordon 1968, Nr. 653, rekto; unten links signiert und datiert 19 | Saarlandmuseum                                                                          | Saarbrücken (1955)                     |
|                                                    | D102                | Jägerin, Fehmarn                                                            | 1913       | v             |          | Öl auf Leinwand           |                  | Gordon 1968, Nr. 653, verso |                                                                                         |                                        |
|                                                    | D103                | Frauenkirch im Herbst                                                       | 1920       | f             |          | Öl auf Leinwand           | 96 × 86,5 cm     | Gordon 1968, Nr. 656, rekto; oben links signiert und datiert 20, oben rechts eingeritzt K, unten links ELK | Kat. 11, Abb. S. 79                                                                     |                                        |
|                                                    | D103                | Zwei spielende Kinder                                                       | 1909       | v             |          | Öl auf Leinwand           | 96 × 86,5 cm     | Gordon 1968, Nr. 656, verso; mit dem Nachlassstempel Kn-Da/Aa 27 signiert und betitelt | Kat. 11, Abb. S. 80                                                                     |                                        |
|                                                    | D104                | Frau und Mädchen nackt im Schnee                                            | 1921–23    | r             |          | Öl auf Leinwand           | 80,5 × 69,5 cm   | Gordon 1968, Nr. 671, rekto. | Privatsammlung                                                                          |                                        |
|                                                    | D104                | Nacktes Mädchen im Schilf, Fehmarn (Fränzi)                                 | 1911       | v             |          | Öl auf Leinwand           | 80,5 × 69,5 cm   | Gordon 1968, Nr. 671, verso. Der Stempel Kn-Da/Bf 5, der sich auf dem Gemälde befand, ist nach 1968 entfernt worden.                                                                                             |                                                                                         |                                        |
|                                                    | D105                | Die Verbindung                                                              | 1922       | r             |          | Öl auf Leinwand           | 150 × 91 cm      | Gordon 1968, Nr. 680, rekto. Unten links signiert. | Staatliche Kunstsammlungen Dresden, Galerie Neue Meister                                | Dresden (1997)                         |
|                                                    | D105                | Stehende nackte Mädchen am Ofen                                             | 1908       | v             |          | Öl auf Leinwand           | 150 × 91 cm      | Gordon 1968, Nr. 680, verso. Der Stempel Kn-Be/Bg 13, der sich auf dem Gemälde befand, ist nach 1968 entfernt worden.                                                                                            |                                                                                         |                                        |
|                                                    | D106                | Gebirgslandschaft                                                           | 1921–23    | r             |          | Öl auf Leinwand           | 90 × 120 cm      | Gordon 1968, Nr. 685, rekto | Kunstmuseum Bochum (Kat. 12, Abb. S. 83)                                                | Bochum                                 |
|                                                    | D106                | Tobel der Staffelalp II                                                     | 1919       | v             |          | Öl auf Leinwand           | 90 × 120 cm      | Gordon 1968, Nr. 685, verso | Kunstmuseum Bochum (Kat. 12, Abb. S. 84)                                                |                                        |
|                                                    | D107                | Frau und Mädchen, Mutter und Mädchen                                        | 1922/23    | r             |          | Öl auf Leinwand           | 168 × 119 cm     | Gordon 1968, Nr. 692, rekto. Oben rechts signiert und datiert 23 | Seattle Art Museum                                                                      | Seattle                                |
|                                                    | D107                | Zirkusreiter, unvollendet                                                   | 1915       | v             |          | Öl auf Leinwand           |                  | Gordon 1968, Nr. 692, verso; signiert und betitelt |                                                                                         |                                        |
|                                                    | D108                | Fünf Kinder vor dem Haus                                                    | 1921–23    | r             |          | Öl auf Leinwand           | 50 × 40 cm       | Gordon 1968, Nr. 695, rekto. Unten rechts eingeritzt K | Privatsammlung                                                                          |                                        |
|                                                    | D108                | Kopf mit Blumen, übermalt                                                   | 1921/22    | v             |          | Öl auf Leinwand           |                  | Gordon 1968, Nr. 695, verso. Der Stempel Kn-Da/Bh 14, der sich auf dem Gemälde befand, ist nach 1968 entfernt worden.                                                                                            |                                                                                         |                                        |
|                                                    | D109                | Wasserträger am Bergbach                                                    | 1921–23    | r             |          | Öl auf Leinwand           | 80 × 90 cm       | Gordon 1968, Nr. 697, rekto | Kirchner Museum (Kat. 13, Abb. S. 87)                                                   | Davos (1992)                           |
|                                                    | D109                | Blumenstillleben                                                            | 1913       | v             |          | Öl auf Leinwand           | 80 × 90 cm       | Gordon 1968, Nr. 697, verso. Mit dem Nachlassstempel: Kn-Da/Bc 32 versehen | Kirchner Museum (Kat. 13, Abb. S. 88)                                                   |                                        |
|                                                    | D110                | Zwei Maler, Kündig und Meyer-Amden                                          | 1921–23    | r             |          | Öl auf Leinwand           | 69 × 60 cm       | Gordon 1968, Nr. 699, rekto | Privatsammlung                                                                          |                                        |
|                                                    | D110                | Landschaft mit Baum, übermalt                                               | 1906/7     | v             |          | Öl auf Leinwand           | 69 × 60 cm       | Gordon 1968, Nr. 699, verso. Signiert und datiert 21. Der Stempel Kn-Da/Ba 16, der sich auf dem Gemälde befand, ist nach 1968 entfernt worden.                                                                   |                                                                                         |                                        |
|                                                    | D111                | Der Flötenspieler (Hans Staub)                                              | 1922/23    | r             |          | Öl auf Leinwand           | 118 × 89 cm      | Gordon 1968, Nr. 709, rekto. Oben links signiert. | Kirchner Museum (Kat. 14, Abb. S. 91)                                                   | Davos (2000)                           |
|                                                    | D111                | Fehmarn-Düne mit Badenden unter Japan-Schirmen                              | 1913       | v             |          | Öl auf Leinwand           | 90 × 120 cm      | Gordon 1968, Nr. 709, verso | Kirchner Museum (Kat. 14, Abb. S. 92)                                                   |                                        |
|                                                    | D112                | Schneeschmelze, Berglandschaft mit Alphütte                                 | 1922       | r             |          | Öl auf Leinwand           | 80 × 90 cm       | Gordon 1968, Nr. 712, rekto. Unten links signiert. | Kunsthaus Zürich (1953)                                                                 | Zürich                                 |
|                                                    | D112                | Landstraße und Hütte                                                        | 1909/10    | v             |          | Öl auf Leinwand           |                  | Gordon 1968, Nr. 712, verso |                                                                                         |                                        |
| Die Schlittenfahrt                                 | D113                | Die Schlittenfahrt                                                          | 1922/26    | r             |          | Öl auf Leinwand           | 100 × 75 cm      | Gordon 1968, Nr. 713, rekto. Unten recht signiert. | Privatsammlung                                                                          |                                        |
|                                                    | D113                | Badende am Meer                                                             | 1913       | v             |          | Öl auf Leinwand           |                  | Gordon 1968, Nr. 713, verso. Signiert, betitelt und datiert 22 |                                                                                         |                                        |
|                                                    | D114                | Hohe Kiefern vor Hügellandschaft                                            | 1921–23    | r             |          | Öl auf Holz               | 70 × 37 cm       | Gordon 1968, Nr. 720, rekto. Unten recht signiert. | Nachlass Ernst Ludwig Kirchner, Galerie Henze und Ketterer                              | Wichtrach/Bern                         |
|                                                    | D114                | Stehender Akt in Gelb und Rosa, unvollendet und übermalt                    | 1930–32    | v             |          | Öl auf Holz               |                  | Gordon 1968, Nr. 720, verso. Mit dem Nachlassstempel: Kn-Da/Aa 1 versehen |                                                                                         |                                        |
|                                                    | D115                | Nackte Frau am Fenster                                                      | 1922–23    | r             |          | Öl auf Leinwand           | 121 × 95 cm      | Gordon 1968, Nr. 725, rekto | Städel Museum (Kat. 15, Abb. S. 95)                                                     | Frankfurt am Main                      |
| Liegende Frau in weißem Hemd                       | D115                | Liegende Frau in weißem Hemd                                                | 1909       | v             |          | Öl auf Leinwand           | 95 × 121 cm      | Gordon 1968, Nr. 725, verso. Signiert | Städel Museum (Kat. 15, Abb. S. 96)                                                     |                                        |
|                                                    | D116                | Schlangenmensch                                                             | 1922/23    | r             |          | Öl auf Leinwand           | 90,5 × 55,5 cm   | Gordon 1968, Nr. 726, rekto. Oben in der Mitte signiert. | Privatsammlung                                                                          |                                        |
|                                                    | D116                | Stillleben mit Gemüsetopf                                                   | ?          | v             |          | Öl auf Leinwand           |                  | Gordon 1968, Nr. 726, verso |                                                                                         |                                        |
| Das Wohnzimmer, Interieur mit Maler                | D117                | Das Wohnzimmer, Interieur mit Maler                                         | 1923       | r             |          | Öl auf Leinwand           | 90 × 150 cm      | Gordon 1968, Nr. 731, rekto. | Hamburger Kunsthalle                                                                    | Hamburg (1957)                         |
|                                                    | D117                | Frau mit Hut und zwei Akte                                                  | 1911       | v             |          | Öl auf Leinwand           |                  | Gordon 1968, Nr. 731, verso. Signiert |                                                                                         |                                        |
|                                                    | D118                | In Bergbach badende nackte Frauen                                           | 1923       | r             |          | Öl auf Leinwand           | 90 × 78,5 cm     | Gordon 1968, Nr. 739, rekto. | Kunstmuseum Mülheim an der Ruhr                                                         | Mülheim an der Ruhr                    |
|                                                    | D118                | Zwei Frauenakte                                                             | 1911       | v             |          | Öl auf Leinwand           |                  | Gordon 1968, Nr. 739, verso. Mit dem Nachlassstempel: Kn-Da/Bf 1a versehen |                                                                                         |                                        |
|                                                    | D119                | Scherer-Porträt mit zwei Holzfiguren                                        | 1923       | r             |          | Öl auf Leinwand           | 81 × 70 cm       | Gordon 1968, Nr. 743, rekto. Unten rechts signiert | University of Arizona Art Gallery                                                       | Tucson (1962)                          |
|                                                    | D119                | Zwei Frauen in der Sonne                                                    | 1906/7     | v             |          | Öl auf Leinwand           | 81 × 70 cm       | Gordon 1968, Nr. 743, rekto. Unten links Monogramm ELK, mit dem Nachlassstempel Kn-Da/Ba 21 |                                                                                         |                                        |
|                                                    | D120                | Schiefler-Paar                                                              | 1923       | r             |          | Öl auf Leinwand           | 120 × 120 cm     | Gordon 1968, Nr. 744, rekto. Unten rechts signiert | Kunstsammlung Chemnitz, Museum Gunzenhauser                                             | Chemnitz                               |
| Doris und Heckel am Tisch                          | D120                | Doris und Heckel am Tisch                                                   | 1910/11    | v             |          | Öl auf Leinwand           |                  | Gordon 1968, Nr. 744, verso. Signiert. Der Stempel Kn-Da/Ba 18, der sich auf dem Gemälde befand, ist nach 1968 entfernt worden.                                                                                  |                                                                                         |                                        |
|                                                    | D121                | Das Versprechen, Hutten begrüßt Sickingen                                   | 1923/24    | r             |          | Öl auf Leinwand           | 90 × 80 cm       | Gordon 1968, Nr. 745, rekto | State Art Collection-Art Gallery of Western Australia                                   | Perth                                  |
|                                                    | D121                | Blasses Mädchen in Schwarz                                                  | 1911       | v             |          | Öl auf Leinwand           |                  | Gordon 1968, Nr. 745, verso. Der Stempel Kn-Be/Bc 2, der sich auf dem Gemälde befand, ist nach 1968 entfernt worden.                                                                                             |                                                                                         |                                        |
|                                                    | D122                | Nächtliche Szene mit Bauern vor der Hütte                                   | 1922–24    | r             |          | Öl auf Leinwand           | 60 × 70 cm       | Gordon 1968, Nr. 755, rekto | Privatsammlung                                                                          |                                        |
|                                                    | D122                | Liegende Halbfigur                                                          | 1921–23    | v             |          | Öl auf Leinwand           |                  | Gordon 1968, Nr. 755, verso. Mit dem Nachlassstempel: Kn-Da/Bh 24 versehen |                                                                                         |                                        |
|                                                    | D123                | Sertigweg im Sommer                                                         | 1924       | r             |          | Öl auf Leinwand           | 120 × 90 cm      | Gordon 1968, Nr. 757, rekto. Unten links signiert und datiert 23 | Privatsammlung                                                                          |                                        |
|                                                    | D123                | Fehmarn-Küste mit grünem Himmel                                             | 1913       | v             |          | Öl auf Leinwand           |                  | Gordon 1968, Nr. 757, verso |                                                                                         |                                        |
|                                                    | D124                | Sitzender Akt auf Diwan                                                     | 1924–26    | r             |          | Öl auf Leinwand           | 65 × 51 cm       | Gordon 1968, Nr. 770, rekto. Unten rechts eingeritzt ELK | Privatsammlung                                                                          |                                        |
|                                                    | D124                | Moritzburger Landschaft, Fragment                                           | 1909       | v             |          | Öl auf Leinwand           |                  | Gordon 1968, Nr. 770, verso. Mit dem Nachlassstempel: Kn-Da/Bg 10 versehen |                                                                                         |                                        |
|                                                    | D125                | Tangotee                                                                    | 1924–26    | r             |          | Öl auf Leinwand           | 150 × 80 cm      | Gordon 1968, Nr. 786, rekto. Oben in der Mitte signiert | Privatsammlung                                                                          |                                        |
|                                                    | D125                | Porträt Llewelyn Powys, unvollendet                                         | 1937       | v             |          | Öl auf Leinwand           |                  | Gordon 1968, Nr. 786, verso. |                                                                                         |                                        |
|                                                    | D126                | Frauen- und Männerkopf                                                      | 1924–26    | r             |          | Öl auf Leinwand           | 50 × 51 cm       | Gordon 1968, Nr. 803, rekto. | Privatsammlung                                                                          |                                        |
|                                                    | D126                | Menschen und Katze, Fragment                                                | 1907       | v             |          | Öl auf Leinwand           | 50 × 51 cm       | Gordon 1968, Nr. 803, verso. Der Stempel Kn-Da/Bi 6, der sich auf dem Gemälde befand, ist nach 1968 entfernt worden.                                                                                             |                                                                                         |                                        |
|                                                    | D127                | Holzfäller                                                                  | 1925–26    | r             |          | Öl auf Leinwand           | 120 × 90 cm      | Gordon 1968, Nr. 821, rekto. Unten rechts und oben links eingeritzt E.L.Kirchner | Hamburger Kunsthalle                                                                    | Hamburg (1953)                         |
|                                                    | D127                | Im Bett liegender weiblicher Akt                                            | 1909       | v             |          | Öl auf Leinwand           |                  | Gordon 1968, Nr. 821, verso. Mit dem Nachlassstempel: Kn-Da/Ba 20 versehen (bezieht sich jedoch nicht auf dieses, sondern ein anderes Gemälde, das sich über dem jetzigen Bild auf demselben Keilrahmen befand.) |                                                                                         |                                        |
|                                                    | D128                | Drei Pferde                                                                 | 1925/26    | r             |          | Öl auf Leinwand           | 70 × 80 cm       | Gordon 1968, Nr. 823, rekto. Unten links signiert | Privatsammlung                                                                          |                                        |
|                                                    | D128                | Landschaft                                                                  | 1909       | v             |          | Öl auf Leinwand           |                  | Gordon 1968, Nr. 823, verso. Signiert und datiert 25 (gelöscht) |                                                                                         |                                        |
|                                                    | D129                | Der Abschied                                                                | 1925/26    | r             |          | Öl auf Leinwand           | 120,5 × 90 cm    | Gordon 1968, Nr. 835, rekto. Unten in der Mitte signiert | Kirchner Museum Davos, Rosemarie Ketterer Stiftung (Kat. 16, Abb. S. 99)                | Davos (2011)                           |
|                                                    | D129                | Dodo am Tisch, Interieur mit Dodo                                           | 1909       | v             |          | Öl auf Leinwand           | 120,5 × 90 cm    | Gordon 1968, Nr. 835, verso | Kirchner Museum Davos, Rosemarie Ketterer Stiftung (Kat. 16, Abb. S. 100)               |                                        |
|                                                    | D130                | Nächtliches Straßenbild                                                     | 1926       | r             |          | Öl auf Leinwand           | 89,5 × 70,5 cm   | Gordon 1968, Nr. 851, rekto. Oben rechts eingeritzt K | Privatsammlung                                                                          |                                        |
|                                                    | D130                | Zwei Frauenakte                                                             | 1910       | v             |          | Öl auf Leinwand           |                  | Gordon 1968, Nr. 851, verso. Signiert und datiert 25. Der Stempel Kn-Da/Bb 6, der sich auf dem Gemälde befand, ist nach 1968 entfernt worden.                                                                    |                                                                                         |                                        |
|                                                    | D131                | Müllerkopf mit Blumen                                                       | 1927       | r             |          | Öl auf Leinwand           | 70,5 × 61 cm     | Gordon 1968, Nr. 868, rekto. | Städel Museum (Dauerleihgabe aus Privatbesitz, 1941, Kat. 17, Abb. S. 103)              | Frankfurt am Main                      |
|                                                    | D131                | Gemälde, überstrichen                                                       | v          |               |          |                           | 70,5 × 61 cm     | Gordon 1968, Nr. 868, verso. Signiert, betitelt und datiert 26 | Städel Museum (Dauerleihgabe aus Privatbesitz, 1941, Kat. 17, Abb. S. 104)              |                                        |
|                                                    | D132                | Vier dunkelblaue Akrobaten                                                  | 1927–29    | r             |          | Öl auf Leinwand           | 70 × 60 cm       | Gordon 1968, Nr. 915, rekto. | Kunstsammlung Chemnitz, Museum Gunzenhauser                                             | Chemnitz                               |
|                                                    | D132                | Sitzender bräunlicher Akt                                                   | 1911       | v             |          | Öl auf Leinwand           |                  | Gordon 1968, Nr. 915, verso. Der Stempel Kn-Da/Be 10, der sich auf dem Gemälde befand, ist nach 1968 entfernt worden.                                                                                            |                                                                                         |                                        |
| Tanzendes Paar im Schnee                           | D133                | Tanzendes Paar im Schnee                                                    | 1928/29    | r             |          | Öl auf Leinwand           | 90 × 56 cm       | Gordon 1968, Nr. 923, rekto. | National Gallery of Art, Ruth and Jakob Kainen Collection                               | Washington                             |
|                                                    | D133                | Dresdener Gebäude                                                           | 1909/10    | v             |          | Öl auf Leinwand           |                  | Gordon 1968, Nr. 923, verso. Der Stempel Kn-Da/Bh 19, der sich auf dem Gemälde befand, ist nach 1968 entfernt worden.                                                                                            |                                                                                         |                                        |
|                                                    | D134                | Zwei Akte im Wald                                                           | 1928/29    | r             |          | Öl auf Leinwand           | 80 × 70 cm       | Gordon 1968, Nr. 925, rekto. | Privatsammlung                                                                          |                                        |
|                                                    | D134                | Gut Staberhof, Fehmarn, unvollendet                                         | 1913       | v             |          | Öl auf Leinwand           | 70 × 80 cm       | Gordon 1968, Nr. 925, verso. Der Stempel Kn-Da/Bf 13, der sich auf dem Gemälde befand, ist nach 1968 entfernt worden.                                                                                            |                                                                                         |                                        |
| Schlittschuhläufer                                 | D135                | Schlittschuhläufer                                                          | 1929/30    | r             |          | Öl auf Leinwand           | 70,5 × 60,5 cm   | Gordon 1968, Nr. 910, rekto. | Privatsammlung                                                                          |                                        |
| Vier Holzplastiken                                 | D135                | Vier Holzplastiken                                                          | 1912       | v             |          | Öl auf Leinwand           | 70,5 × 60,5 cm   | Gordon 1968, Nr. 910, verso. Der Stempel Kn-Da/Bh 26, der sich auf dem Gemälde befand, ist nach 1968 entfernt worden.rekto.                                                                                      |                                                                                         |                                        |
|                                                    | D136                | Augustfeuer                                                                 | 1933–35    | r             |          | Öl auf Leinwand           | 61 × 84 cm       | Gordon 1968, Nr. 981, rekto. Unten rechts signiert. | Bündner Kunstmuseum (Kat. 18, S. 107)                                                   | Chur (1970)                            |
|                                                    | D136                | Bildnis Erich Häckel                                                        | 1909       | v             |          | Öl auf Leinwand           | 84 × 61 cm       | Nr. 981, verso (nicht bei Gordon 1968); unten rechts signiert (verwischt) | Bündner Kunstmuseum (Kat. 18, S. 108)                                                   |                                        |
| Am Waldrand                                        | D137                | Am Waldrand                                                                 | 1935/36    | r             |          | Öl auf Leinwand           | 50 × 50 cm       | Gordon 1968, Nr. 995, rekto | Kunsthaus Glarus, Sammlung Glarner Kunstverein (1970)                                   | Glarus                                 |
|                                                    | D137                | Stadtbild Bern, Fragment                                                    | 1935       | v             |          | Öl auf Leinwand           |                  | Gordon 1968, Nr. 995, verso |                                                                                         |                                        |
|                                                    | D138                | Bergwald                                                                    | 1937       | r             |          | Öl auf Leinwand           | 94 × 85 cm       | Gordon 1968, Nr. 1016, rekto. Oben rechts signiert und datiert 37. Oben rechts eingeritzt K | Bündner Kunstmuseum (Kat. 19, Abb. S. 111)                                              | Chur (1969)                            |
|                                                    | D138                | Drei Akte auf schwarzem Sofa                                                | 1910       | v             |          | Öl auf Leinwand           | 85 × 94 cm       | Nr. 1016, verso (nicht bei Gordon 1968) | Bündner Kunstmuseum (Kat. 19, Abb. S. 112)                                              |                                        |